# Hos (peuple)

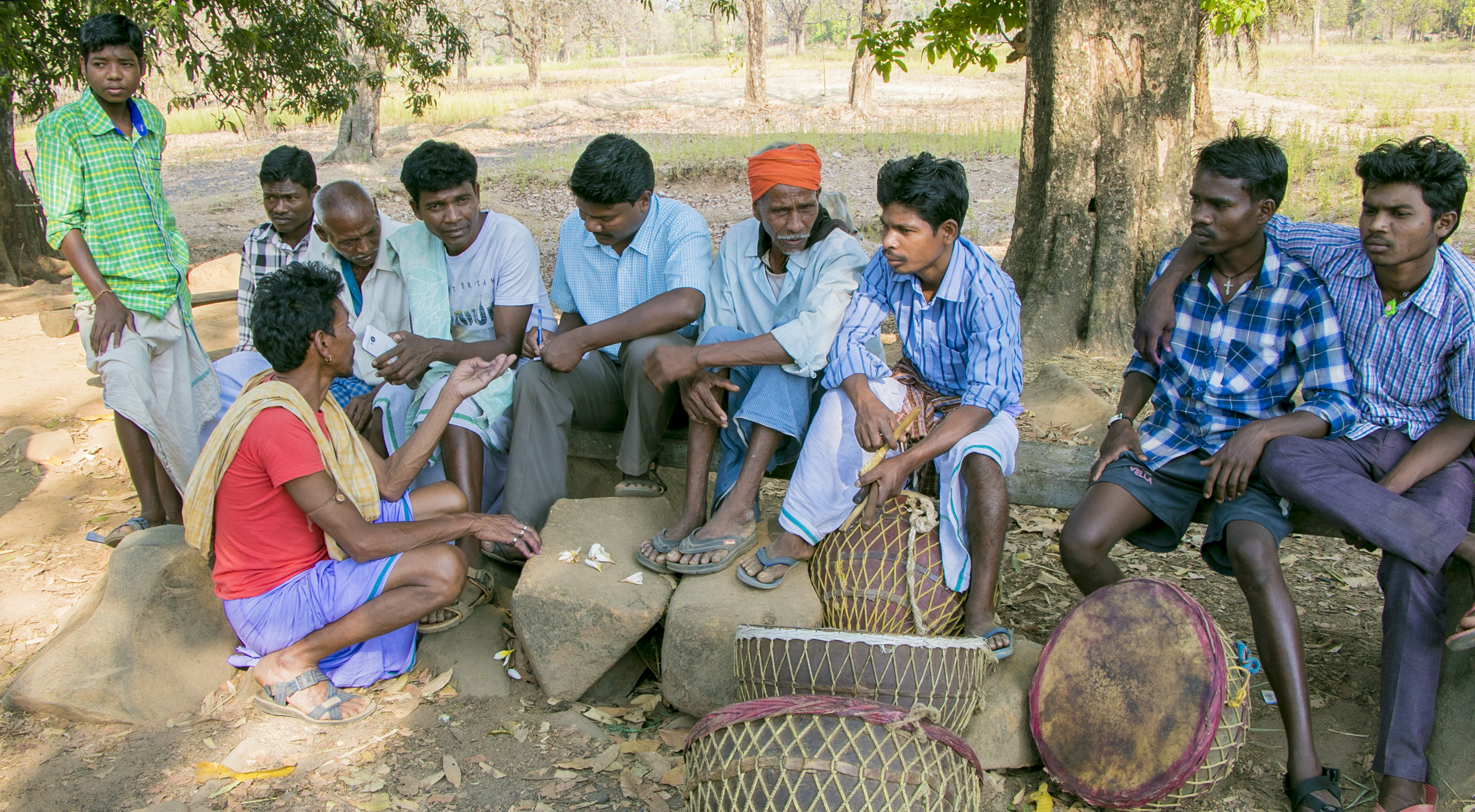
Joueurs de tambour Hos se préparant à une danse

Les Hos, également connus sous le nom de Kolhas, sont un peuple tribal aborigène (adivasi) de type Munda, du plateau du Chotanagpur, en Inde centrale. La majorité d’entre eux vivent dans les états du Jharkhand et d’Odisha en Inde centre-orientale (particulièrement dans le district de Pashchimi Singhbhum dont Chaibasa est le chef-lieu), où ils constituent respectivement environ 10,7% et 7,3% de la population totale des tribus répertoriées, en 2011. Avec une population d’environ 700 000 habitants dans l’état en 2001, les Hos sont, en importance, le quatrième groupe tribal répertorié au Jharkhand : après les Santals, les Kurukhs (Oraons) et les Mundas. Les Hos habitent également les zones adjacentes des états voisins d’Odisha, du Bengale occidental et du Bihar, ce qui porte le total à 806 921 en 2001. Des groupes minoritaires sont recensés au Bangladesh et au Népal.

## Langue
L’ethnonyme « Ho » a  son origine dans la langue Ho elle-même: il signifie «humain». Le nom est également celui donné à leur parler qui est une langue austro-asiatique étroitement liée au mundari.  Le nombre total de personnes parlant la langue Ho serait de 1 040 000 (en 2001). [8] À l’instar d’autres groupes austro-asiatiques de la région, les Hos rapportent divers degrés de multilinguisme, utilisant également l’hindi et l’anglais.

## Religion
Plus de 90% des Hos pratiquent une religion indigène dite ‘sarnaisme’, une forme de chamanisme. La religion de Hos ressemble largement à celle des groupes tribaux de la région, les Santals, Kurukhs (Oraons), Mundas. Les rites religieux sont performés par un prêtre de village appelé ‘deuri’. Les chrétiens forment une minorité. Une des plus anciennes missions chrétiennes en Inde fut fondée en 1869 à Chaibasa, parmi les Hos, par le jésuite belge Auguste Stockman. 

## Économie
La majorité des Hos sont impliqués dans l’agriculture, soit en tant que propriétaires fonciers, soit en tant qu’ouvriers agricoles, tandis que d’autres sont engagés dans l’exploitation minière. Les grandes exploitations sidérurgiques de Tata (à Jamshedpur-Tatanagar) ont sérieusement bouleversés la vie socio-économique des Hos, sans qu’ils y trouvent eux-mêmes quelque prospérité. 
Par rapport au reste du pays, et même de la région aborigène du Chotanagpur, les Hos ont un faible taux d’alphabétisation et un faible taux de scolarisation. Le gouvernement du Jharkhand a récemment approuvé des mesures visant à accroître le taux de scolarisation et l’alphabétisation des enfants.